# Larry Scully
Larry Scully, južnoafriški slikar, fotograf in pedagog, * 12. december 1922, Gibraltar, † 2002.
Scully je bil profesor umetnosti in umetnostne zgodovine na Univerzi v Stellenboschu med letoma 1976 in 1984.
Ustvarjal je slike in fotografije, s katerimi je ustvarjal predvsem lokalne motive iz Južnoafriške republike. Najbolj se je posvetil upodabljanju grozot aparthaida. Njegova najbolj znana slika je Madonna and Child of Soweto, ki jo je naslikal leta 1973.